# 燕赤不花
燕赤不花（?—?），字弘毅，元朝大臣，元顺帝时中书平章政事。
燕赤不花曾为监察御史。至正十八年（1358年），弹劾罢免参知政事燕只不花。右丞相搠思监任用私人朵列和妾室的弟弟完者帖木儿印造伪钞，事情将败，搠思监让朵列来灭口，燕赤不花上疏弹劾，于是搠思监罢职。至正二十三年（1363年），由崇福司同知转任秘书卿。至正二十八年（1368年），拜为中书省平章政事。